# Gle Ulue
Gle Ulue är en kulle i Indonesien.   Den ligger i provinsen Aceh, i den västra delen av landet, 1 800 km nordväst om huvudstaden Jakarta. Toppen på Gle Ulue är 55 meter över havet.
Terrängen runt Gle Ulue är platt åt sydväst, men åt nordost är den kuperad. Runt Gle Ulue är det glesbefolkat, med 14 invånare per kvadratkilometer. Närmaste större samhälle är Banda Aceh, 18,4 km väster om Gle Ulue. I omgivningarna runt Gle Ulue växer i huvudsak städsegrön lövskog.